# Solella de Can Bernat
La Solella de Can Bernat és una solana a cavall dels termes municipals de Castellcir i Sant Quirze Safaja, a la comarca del Moianès.
És en el sector central-nord del terme de Sant Quirze Safaja, a ponent de la carretera C-1413b i en el vessant de migdia de la Carassa, al nord de les masies de Can Bernat i de Cal Mestre.